# متهیانی
متهیانی (به انگلیسی: Mithiani) یک منطقهٔ مسکونی در پاکستان است که در ناحیه نوشهرو فیروز واقع شده‌است. متهیانی ۳۲ متر بالاتر از سطح دریا واقع شده‌است.